# Gustine (California)
Gustine è una città degli Stati Uniti d'America, situata in California, nella contea di Merced.